# Gheszlagh-e Hadżdżi Hasan
Gheszlagh-e Hadżdi Hasan – wieś w Iranie, w ostanie Azerbejdżan Zachodni, w szahrestanie Mijandoab. W 2006 roku liczyła 79 mieszkańców.